# Adenia cissampeloides
Adenia cissampeloides är en passionsblomsväxtart som först beskrevs av Jules Émile Planchon och William Jackson Hooker, och fick sitt nu gällande namn av Hermann August Theodor Harms. Adenia cissampeloides ingår i släktet Adenia och familjen passionsblomsväxter. Inga underarter finns listade i Catalogue of Life.